# باقر أباد (بابارشاني)
باقر أباد (بالفارسية: باقرآباد) هي قرية تقع في إيران في قسم بابارشاني الريفي. يقدر عدد سكانها بـ 23 نسمة .